# Arroyo Caracol, Chiapas
Arroyo Caracol är en ort i Mexiko.   Den ligger i kommunen Francisco León och delstaten Chiapas, i den sydöstra delen av landet, 700 km öster om huvudstaden Mexico City. Arroyo Caracol ligger 535 meter över havet och antalet invånare är 238.
Terrängen runt Arroyo Caracol är kuperad. Runt Arroyo Caracol är det ganska tätbefolkat, med 80 invånare per kvadratkilometer. Närmaste större samhälle är Ostuacán, 9,7 km norr om Arroyo Caracol. I omgivningarna runt Arroyo Caracol växer i huvudsak städsegrön lövskog.